# Lipová (district de Prostějov)
Pour les articles homonymes, voir Lipová.
Lipová (en allemand : Linden) est une commune du district de Prostějov, dans la région d'Olomouc, en République tchèque. Sa population s'élevait à 724 habitants en 2023.

## Géographie
Lipová se trouve à 19 km à l'ouest-nord-ouest de Prostějov, à 29 km à l'ouest-sud-ouest d'Olomouc, à 41 km au nord-est de Brno et à 187 km à l'est-sud-est de Prague.
La commune est limitée par Brodek u Konice et Suchdol au nord, par Ptení et Stínava à l'est, par Malé Hradisko au sud, et par Buková à l'ouest.

## Histoire
La première mention écrite de la localité remonte à 1379.

## Administration
La commune se compose de trois sections :
- Hrochov
- Lipová
- Seč

## Galerie

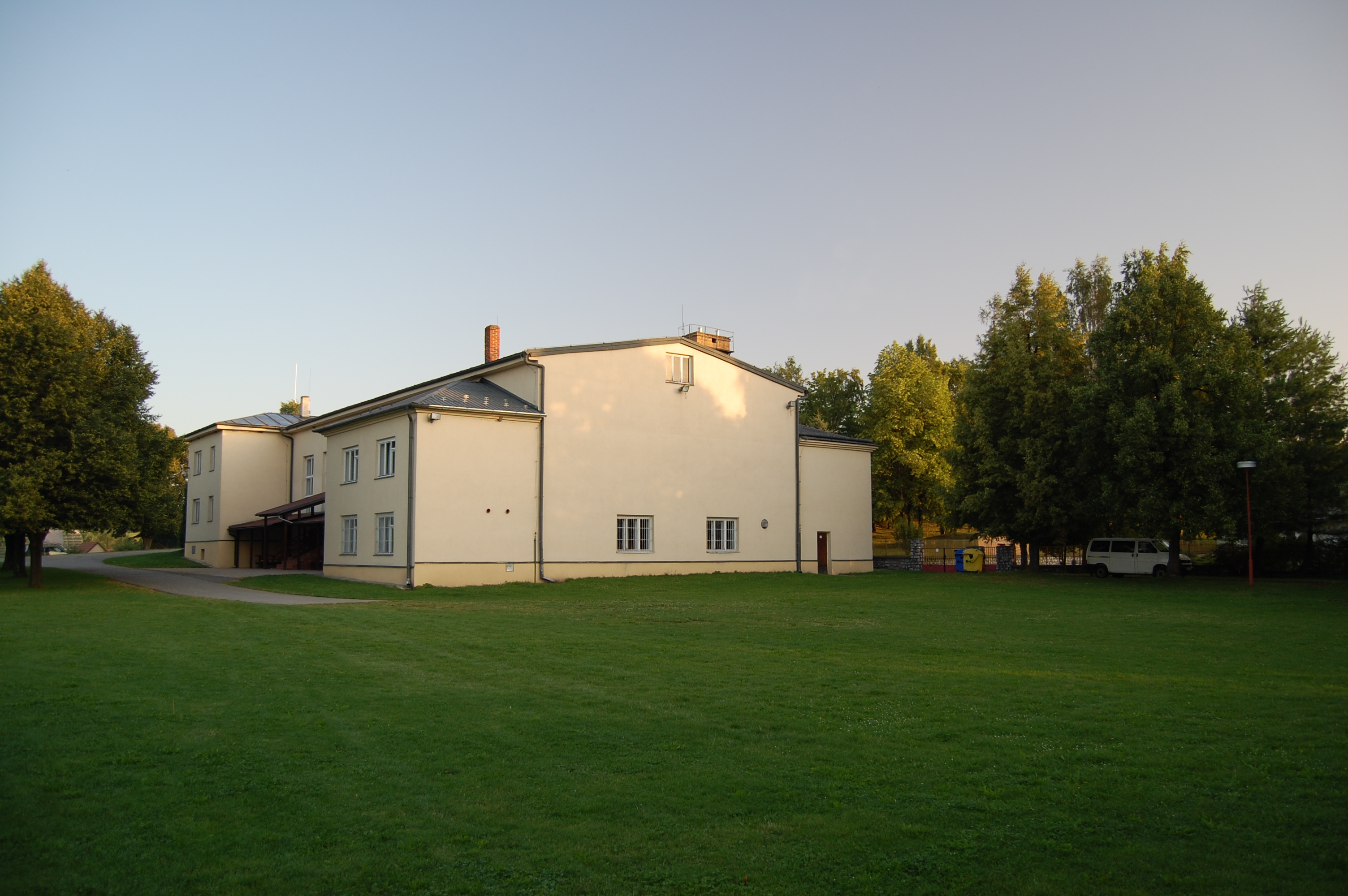
Lipová : la mairie.
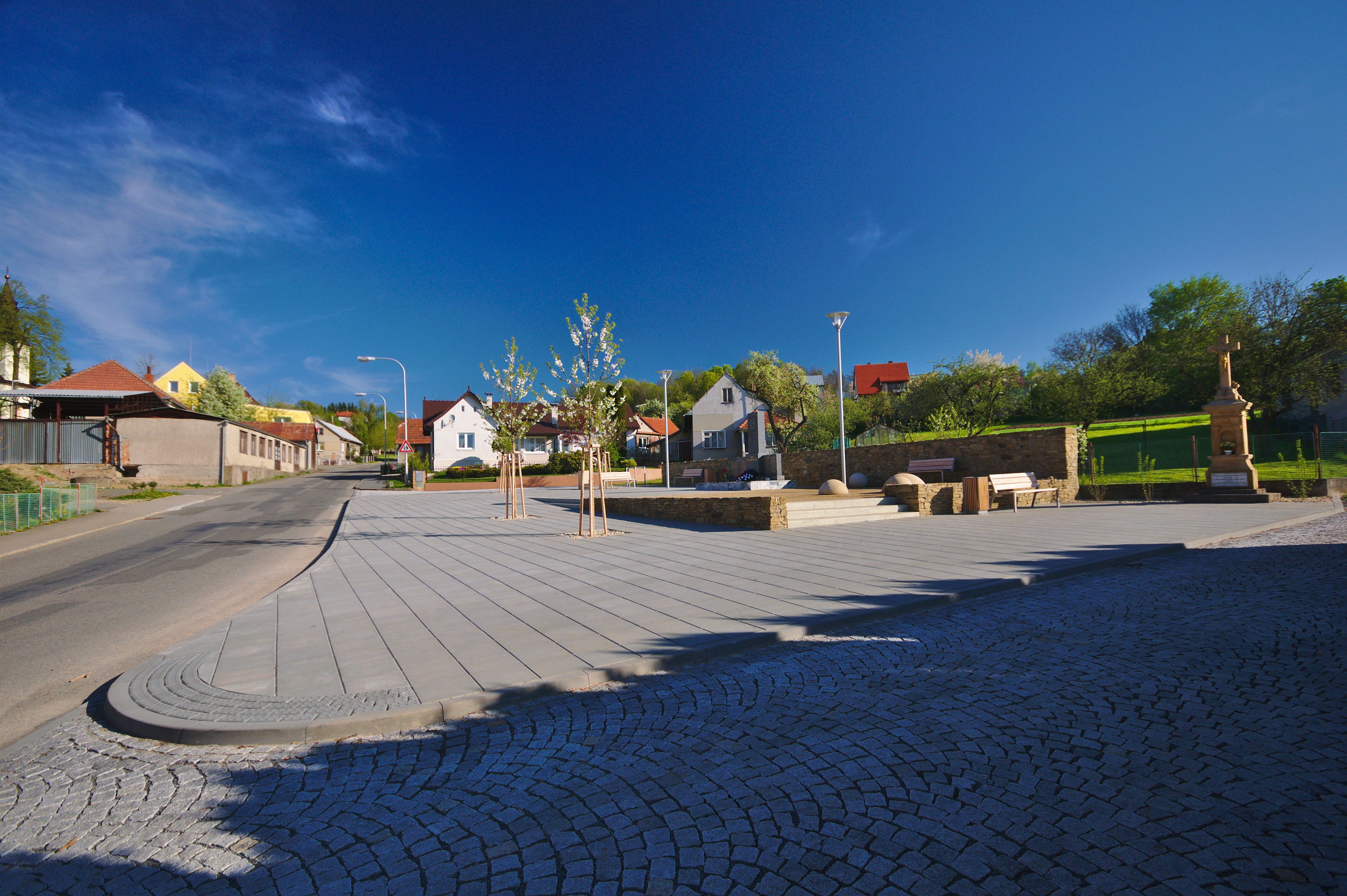
Centre de Lipová.

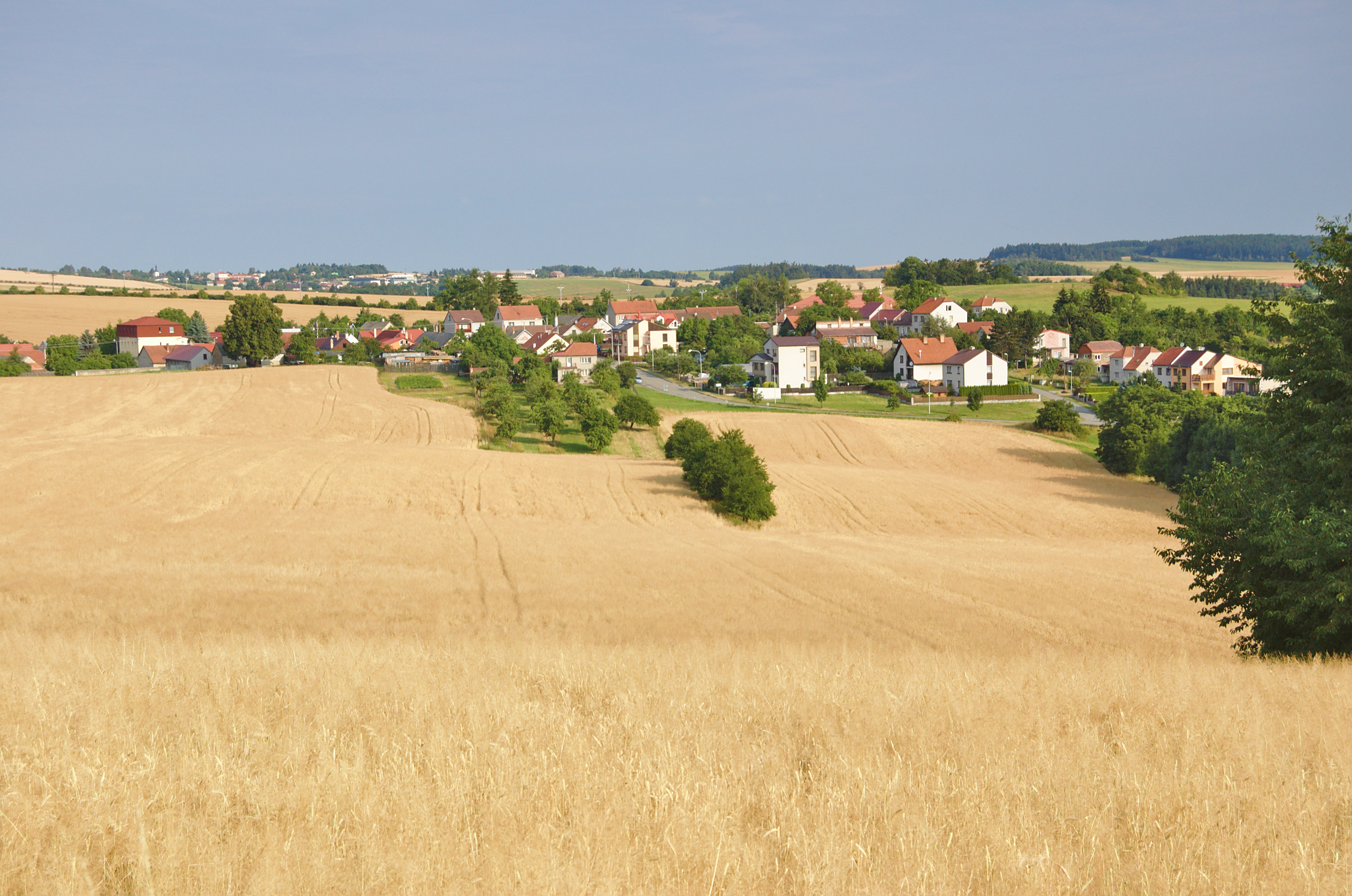
Hrochov.
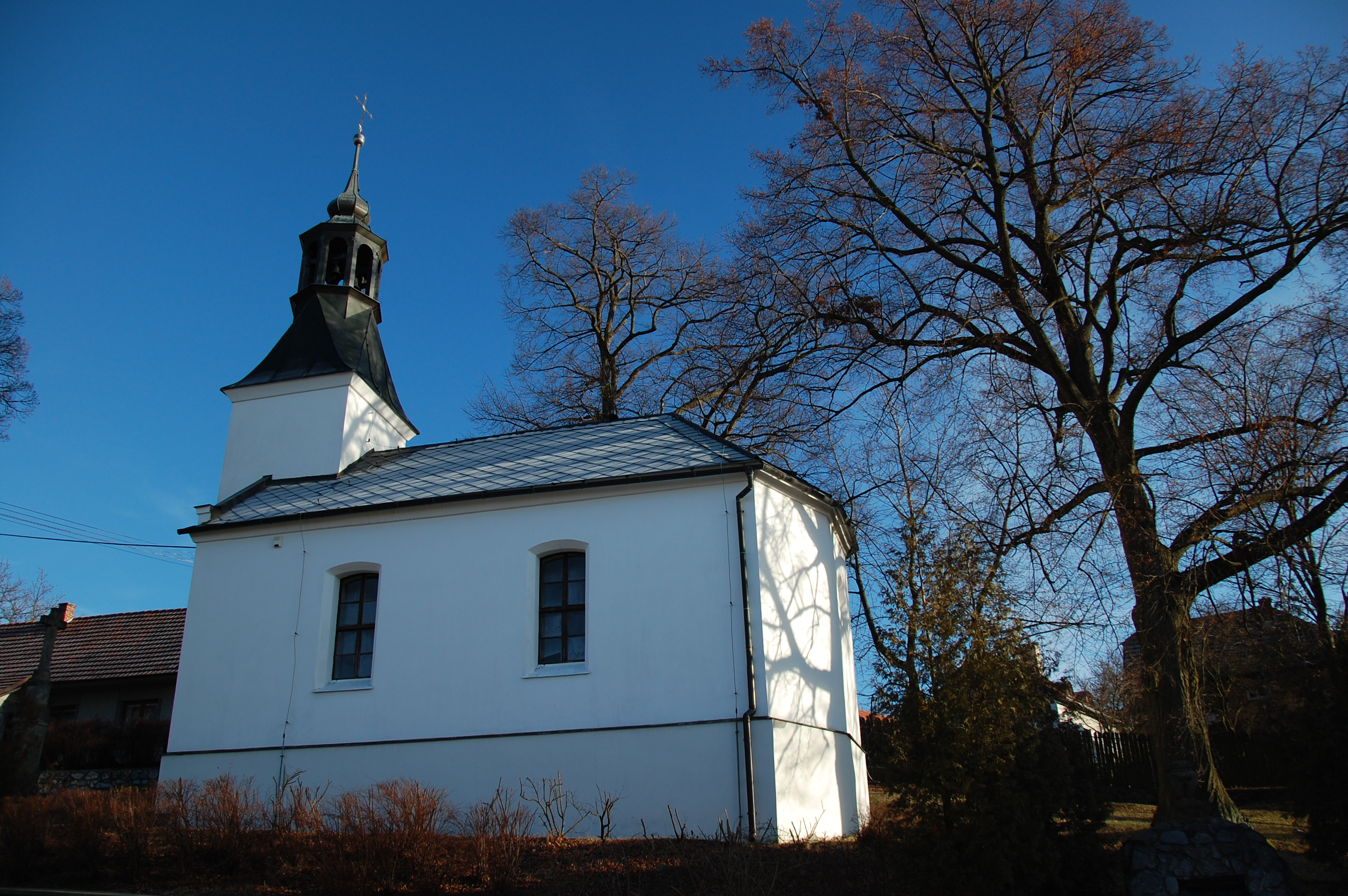
Chapelle Saint-Martin à Seč.

## Transports
Par la route, Lipová se trouve à 11 km de Konice, à 24 km de Prostějov, à 40 km d'Olomouc et à 242 km de Prague.